# Уолш Дженнингс, Керри
Керри Ли Уолш Дженнингс (англ. Kerri Lee Walsh Jennings, род. 15 августа 1978 года, Санта-Клара, США) — американская спортсменка, выступавшая в пляжном волейболе. Считается одной из сильнейших спортсменок в истории этого вида спорта. Трёхкратная олимпийская чемпионка (2004, 2008 и 2012), трёхкратная чемпионка мира (2003, 2005, 2007). Основных успехов добилась, выступая в паре с Мисти Мэй. Является четвёртой американской волейболисткой, заработавшей более миллиона долларов за карьеру.

## Детство и школа
Керри Уолш родилась в спортивной семье: отец — Тим — играл в бейсбольной лиге, мать — Мэрги — дважды признавалась лучшей волейболисткой Санта-Клары. Спортом занимались также и старший брат Мартэ (баскетболом) и две младшие сестры Келли и Кей-Си (волейболом). В средней школе Керри занималась волейболом. В 1994 входит в состав юниорской сборной команды. В 1995 году была признана лучшим игроком школьного волейбола, имела 1 номер школьного волейбола 1995 года. В составе юниорской сборной США принимала участие в чемпионате мира среди юниоров в Словакии.

## Университет
В 1996 году Керри Уолш поступила в Стэнфордский университет. На первом же курсе она признается новичком года и выбирается в первую команду. В составе команды Стэнфорда дважды (1996, 1997) побеждает в национальном чемпионате. Керри становится вторым игроком в истории американского студенческого волейбола, которая выбиралась в первую команду лиги на протяжении всех четырёх сезонов (1996—1999). Она стала также первым игроком в истории Тихоокеанской конференции PAC-10, преодолевшим рекорд: 1500 атак (1553), 1200 приемов (1285) и 500 блоков (502). Кэрри Уолш становится одним из лучших игроков американского студенческого волейбола.
На протяжении трёх сезонов (1998—2000) Керри Уолш — член национальной сборной США по волейболу. В 1999 году в составе студенческой сборной США принимала участие в Универсиаде в Испании, где её команда занимает 9-е место. В 2000 году Кэрри принимала участие в Олимпиаде в Сиднее, где помогла сборной США занять 4-е место, играя на позиции диагональной нападающей.

## В профессионалах
В 2000 году после Олимпийских игр Керри Уолш получает приглашение от Мисти Мэй. Для Керри начинается эра пляжного волейбола. Она становится одной из лучших профессиональных игроков пляжного волейбола. Керри Уолш дважды (2003, 2004) признается самым полезным игроком американского профессионального тура AVP. На международной арене пара Мисти Мэй — Керри Уолш также доминирует: выигрывают профессиональный тур FIVB в 2002 году, а в 2003 году в Рио-де-Жанейро, Бразилия становятся чемпионами мира.
Вместе с Мисти Мэй имеет одну из самых впечатляющих победных серий в профессиональном спорте — 89 побед в сезонах 2003—2004 в американском протуре и на международных турнирах.
В 2004 году Керри опять член олимпийской сборной США, но теперь уже по пляжному волейболу. Победное шествие продолжается — вместе с Мисти Мэй они завоевывают золотую олимпийскую медаль в Афинах 2004. В 2005 году в Берлине пара подтверждает свою гегемонию в женском пляжном волейболе, становясь двукратными чемпионами мира. В 2006 году пара Керри Улош — Мисти Мэй продолжила победное шествие по американскому протуру AVP: пара играла во всех финалах сезона, одержав победу в 14 из 16. В августе 2006 года Керри вошла в клуб американских волейболисток, заработавших за карьеру миллион долларов. Ранее рубеж в миллион долларов преодолели Холли Макпик, Мисти Мэй и Элани Янгс.
В 2007 году пара побила свой же рекорд, выиграв 13 турниров AVP за сезон. В туре FIVB арене Керри и Мисти выиграли 7 турниров из 8, победив в 6 турнирах подряд. В итоге пара одержала победу в 20 из 23 турниров, закончив год с результатом 129-4. В том же году они становятся трёхкратными чемпионками мира.

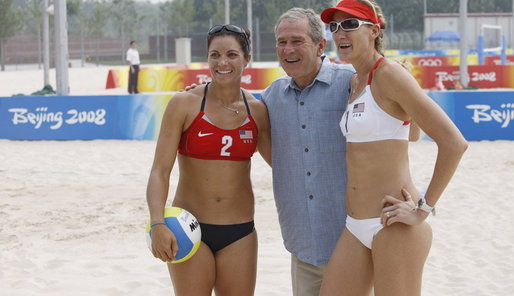
Президент США Джордж У. Буш, Мисти Мэй, Кэри Уолш на Олимпиаде 2008 года в Пекине

На Олимпиаде 2008 года в Пекине Керри и Мисти подтвердили свой чемпионский статус: выиграв свой второй олимпийский турнир, не отдав ни одного сета. В финальном матче Олимпиады их победная серия составила 108 матчей. В июле 2008 года на турнире в Цинциннати была прервана победная серия Мисти и Керри, которая составила 19 турниров и 112 матчей.
После победы на Олимпиаде 2012 года в Лондоне пара Уолш-Мей распалась, поскольку Мисти Мей завершила карьеру. Следующей напарницей Керри стала Эйприл Росс, занявшая на Олимпиаде второе место. Вместе они были безусловными лидерами тура Ассоциации Профессионалов Волейбола в течение 2013—2016 годов. Волейболистки выиграли 14 из 16 турниров и бронзу на Олимпийских играх в Рио-де-Жанейро. Однако в 2017 году Уолш не стала продлевать контракт с Ассоциацией.
На чемпионате мира по пляжному волейболу в 2017 году Керри Уолш, получившую травму правого плеча в ходе полуфинала этапа Мирового в Ольштыне, заменила Эмили Дэй.

## Личная жизнь
C 4 декабря 2005 года Керри замужем за пляжным волейболистом Кейси Дженнингсом (род. 1975). У супругов есть трое детей, два сына и дочь — Джозеф Майкл Дженнингс (род. 22.05.2009), Санденс Томас Дженнингс (род. 19.05.2010) и Скаут Марджери Дженнингс (род. 06.04.2013). Керри была на пятой неделе беременности во время Олимпийских игр 2012 года, но врачи разрешили ей играть, так как это не представляло опасности для неё и будущего ребёнка.

## Награды

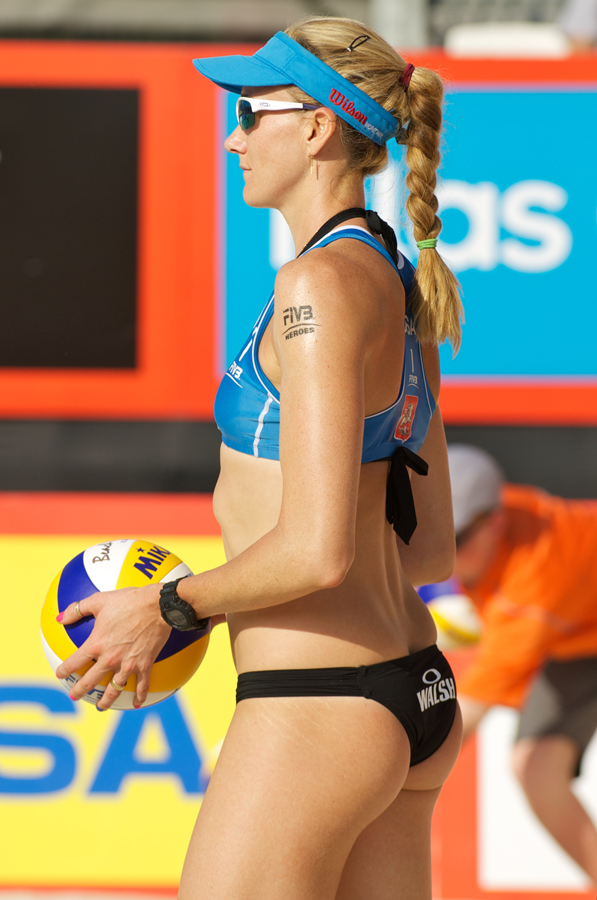
Керри Уолш в 2012 году в Москве

- Олимпийская чемпионка 2004, 2008, 2012
- Чемпионка мира 2003, 2005, 2007
- AVP Лучший нападающий игрок 2003
- AVP Лучший защитный игрок 2008
- AVP Crocs Cup чемпион 2006, 2007, 2008
- AVP Самый полезный игрок 2003, 2004
- AVP Команда года 2003, 2004, 2005, 2006, 2007, 2008
- FIVB Лучшая блокирующая 2005, 2006, 2007, 2008
- FIVB Лучшая нападающая 2005, 2006, 2007
- FIVB Персона года 2005, 2006, 2007, 2008
- FIVB Чемпионка 2002